# Tobias Viklund
Tobias Viklund, född 1986 i Kramfors, är en ishockeyspelare (back) som spelar för Modo i HockeyAllsvenskan. Han har tidigare spelat i Skellefteå AIK Hockey, Frölunda HC och AIK i Elitserien
I maj 2013 lämnade Viklund AIK och skrev ett tvåårskontrakt med KHL-laget Avtomobilist Jekaterinburg.